# Criteriile Domeniului de Cercetare
Criteriile domeniului cercetării (RDoC) este un plan conceput și dezvoltat de Institutul Național de Sănătate Mintală (NIMH) din Statele Unite.  Scopul RDoC este un cadru biologic valid pentru înțelegerea bolilor mintale. RDoC este o încercare de a crea o clasificare a tulburărilor psihiatrice pe baza metodelor moderne de cercetare, cum ar fi genetica, neuroștiința și știința comportamentală. Acesta integrează mai multe niveluri de informație (de la genomică și rețele neuronale la comportament și cogniții) pentru a explora dimensiunile de bază ale funcționării creierului care să acopere întreaga gamă a comportamentului uman, de la normal la anormal. RDoC propune ca cercetarea să se axeze pe domenii-cheie de comportament, cum ar fi Sistemul pentru procesarea valenei pozitive. Tulburările psihice fiind boli ale rețelelor neuronale, scopul RDoC este de a înțelege natura sănătății mintale și a bolilor în termeni de grade diferite de disfuncții în sistemele psihologice / biologice. 
RDoC a încercat să definească mai multe categorii majore pentru o nouă nosologie. Această abordare a început având la bază câteva principii:
- o abordare diagnostică bazată pe biologie precum și pe simptome neconstrânsă de categoriile DSM actuale 
- tulburările psihice sunt tulburări biologice care implică circuite cerebrale  responsabile de domenii specifice ale cogniției, emoției sau comportamentului
- fiecare nivel de analiză trebuie să fie înțeles pe o dimensiune a funcției
- cartografierea aspectelor cognitive, a rețelelor neuronale și a aspectelor genetice ale tulburărilor mintale va genera idei noi și mai eficiente de tratament. 
Criterii pentru domeniul de cercetare: Matricea RDoC
|                                             |                                   | Gene | Molecule | Celule | Circuite | Fiziologie | Comportament | Paradigme |
| ------------------------------------------- | --------------------------------- | ---- | -------- | ------ | -------- | ---------- | ------------ | --------- |
| Sisteme pentru procesarea valenței negative | Frică                             |      |          |        |          |            |              |           |
| Sisteme pentru procesarea valenței negative | Anxietate                         |      |          |        |          |            |              |           |
| Sisteme pentru procesarea valenței negative | Pierdere                          |      |          |        |          |            |              |           |
| Sisteme pentru procesarea valenței negative |                                   |      |          |        |          |            |              |           |
| Sisteme pentru procesarea valenței pozitive | Recompensă                        |      |          |        |          |            |              |           |
| Sisteme pentru procesarea valenței pozitive | Învățare                          |      |          |        |          |            |              |           |
| Sisteme pentru procesarea valenței pozitive | Obicei                            |      |          |        |          |            |              |           |
| Sisteme cognitive                           | Atenție                           |      |          |        |          |            |              |           |
| Sisteme cognitive                           | Percepție                         |      |          |        |          |            |              |           |
| Sisteme cognitive                           | Memorie de lucru                  |      |          |        |          |            |              |           |
| Sisteme cognitive                           |                                   |      |          |        |          |            |              |           |
| Sisteme cognitive                           |                                   |      |          |        |          |            |              |           |
| Sisteme de activare și reglare              | Activare                          |      |          |        |          |            |              |           |
| Sisteme de activare și reglare              | Ritm circadian                    |      |          |        |          |            |              |           |
| Sisteme de activare și reglare              | Motivare                          |      |          |        |          |            |              |           |
| Sisteme de activare și reglare              |                                   |      |          |        |          |            |              |           |
| Sisteme de procesare socială                | Atașament                         |      |          |        |          |            |              |           |
| Sisteme de procesare socială                | Comunicare                        |      |          |        |          |            |              |           |
| Sisteme de procesare socială                | Percepția de sine și a celorlalți |      |          |        |          |            |              |           |
|                                             |                                   |      |          |        |          |            |              |           |
|                                             |                                   |      |          |        |          |            |              |           |
|                                             |                                   |      |          |        |          |            |              |           |
|                                             |                                   |      |          |        |          |            |              |           |

Matricea RDoC este o modalitate de organizare a conceptelor implicate, în care avem în stânga, reprezetate domeniile funcționale, cu domenii sub formă de rânduri, construcții sub-rânduri, iar de la linia orizontală unitățile de analiză se vor prezenta sub formă de coloane.
Blair Simpson a rezumat abordarea promovată în cadrul RDoC ca fiind un cadru care prezintă constructele psihologice din domeniile neurale esențiale și definește diferite unități de analiză care țin de aceste constructe, independent de categoriile tradiționale de diagnostic. Constructele psihologice se împart în cinci domenii sau sisteme funcționale: sisteme pentru procesarea valenței negative (de exemplu, procesarea amenințării), sisteme cognitive (de exemplu, atenție, percepție, memorie, memoria de lucru, funcțiile executive), sisteme de activare și reglare (de exemplu, activarea cerebrală, ritmul circadian, motivarea) și sisteme  de procesare socială (cum ar fi atașament, separare). Pentru fiecare domeniu, trebuie furnizate datele provenind de la un set de măsurători obiective aplicate la un nivel de analiză diferit (genetic, molecular, celular, fiziologie, sisteme, comportament, autoevaluare, etc.) pe baza unor cercetări. Fiecare din cele cinci domenii include mai mulți factori de ordin inferior pentru care se vor obține măsurătorile, de exemplu, în categoria procesării valenței negative sunt circuite implicate în amenințare acută, amenințare viitoare și amenințare persistentă, printre altele.

Bibiografie
LeDoux, J. (2018). Anxios. Cum ne ajută creierul să înțelegem și să tratăm frica și anxietatea. Cluj-Napoca: Editura A.S.C.R.
Cirneci, D. (2019). Sunt bolile psihice, sub forma pe care o știm, entități reale?. Universitatea Spiru Haret.